# Ermes Midena
Ermes Midena (San Daniele del Friuli, 12 settembre 1895 – Udine, 19 ottobre 1972) è stato un architetto italiano.

## Biografia
Nasce a San Daniele del Friuli nel 1895; suo padre, Celso, faceva lo scalpellino ed aveva lavorato anche a Carrara. Nel 1912 si iscrive alla Scuola superiore di architettura di Venezia, ma nel 1914 viene chiamato alle armi. L'anno dopo vince il premio Tommaso Coronini per l'architettura e da studente si merita alcuni viaggi d'istruzione: visita Rimini, Ancona, Loreto, Napoli e Firenze.
Al termine della prima guerra mondiale si diploma in Disegno architettonico, riportando la votazione di 40/40; suoi compagni di corso sono i coetanei Cesare Scoccimarro (1897-1953) e Pietro Zanini (1895-1990). Terminati gli studi, inizia a collaborare con Provino Valle (1887-1955), nel cui studio di Udine resta più di tre anni, lavorando, tra l'altro, al progetto per il cinema Eden (1921).
Nel 1922 si reca a Bucarest, con il proposito di aiutare l'architetto Asquini, suo parente. Rientrato in Italia, si stabilisce a Tarcento dove inizia l'attività professionale indipendente e dal 1924 è a Udine.
Nel 1926 viene nominato, assieme a Cesare Miani e Provino Valle, membro della commissione igienico edilizia comunale. Nel 1928 sostiene l'esame di riconoscimento del titolo di architetto e l'anno seguente si iscrive all'albo professionale. Successivamente aderisce al sindacato fascista degli architetti.

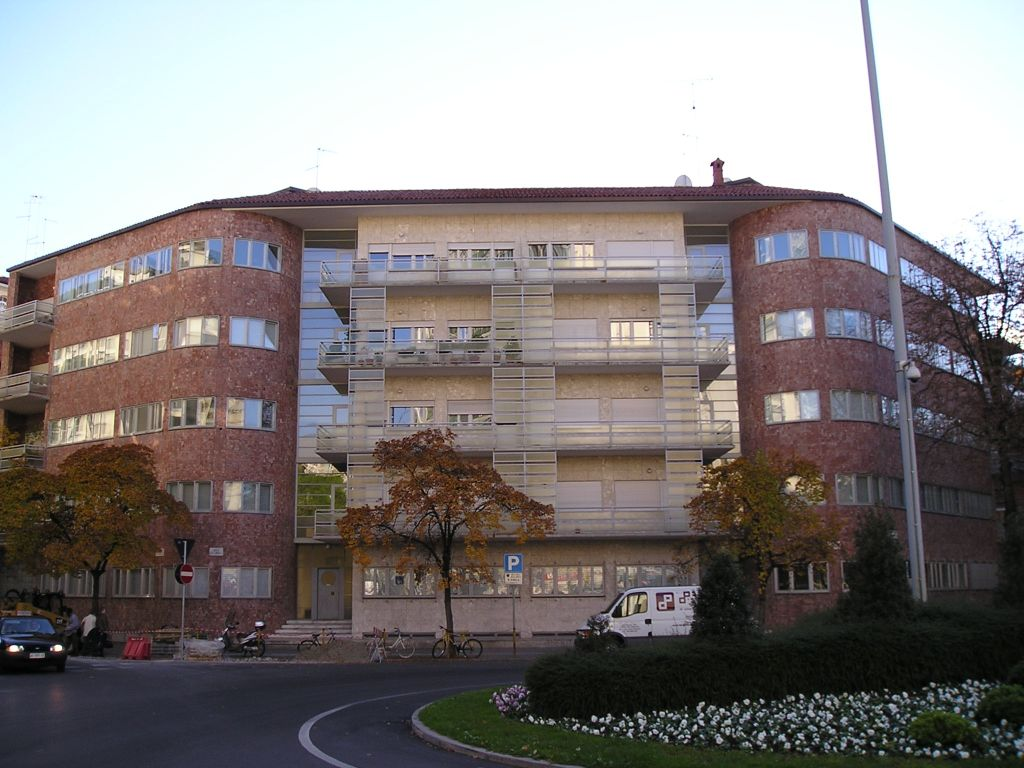
Palazzo Piussi Levi

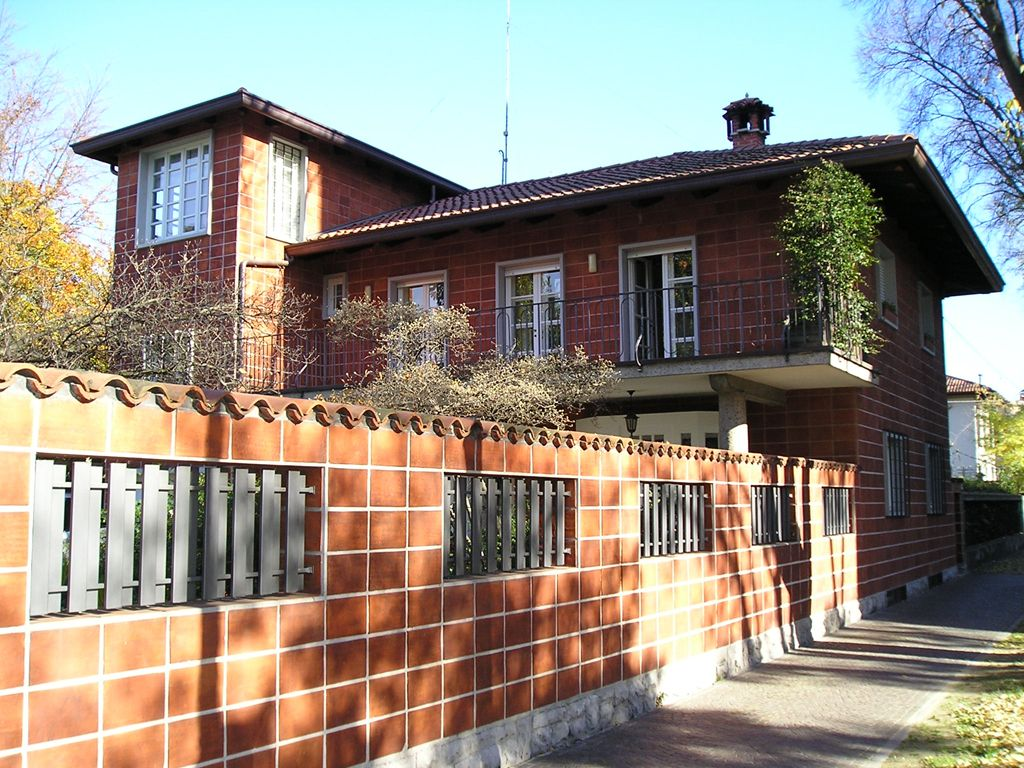
Villa Brunetti Caisutti

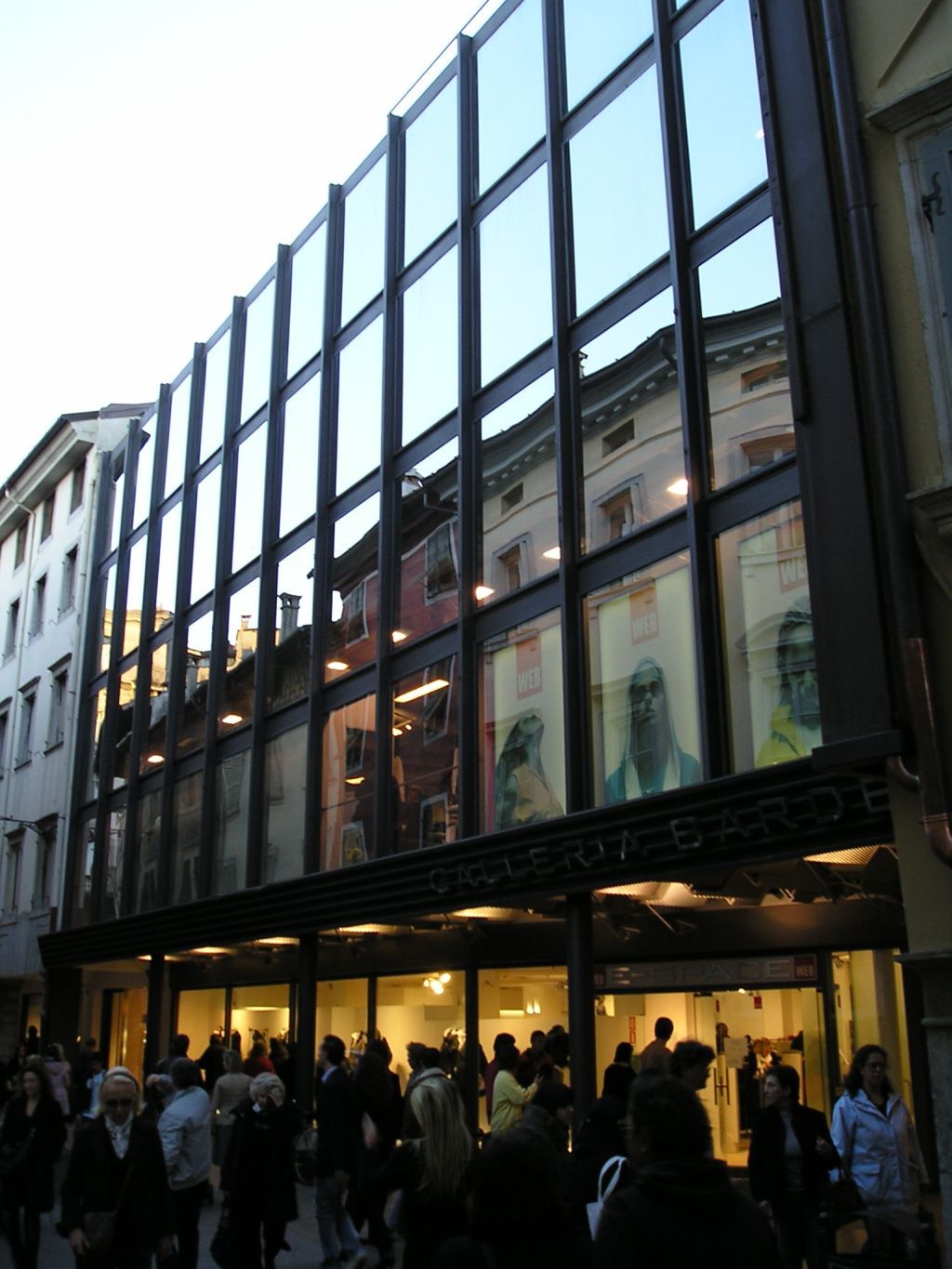
Magazzino Il Lavoratore

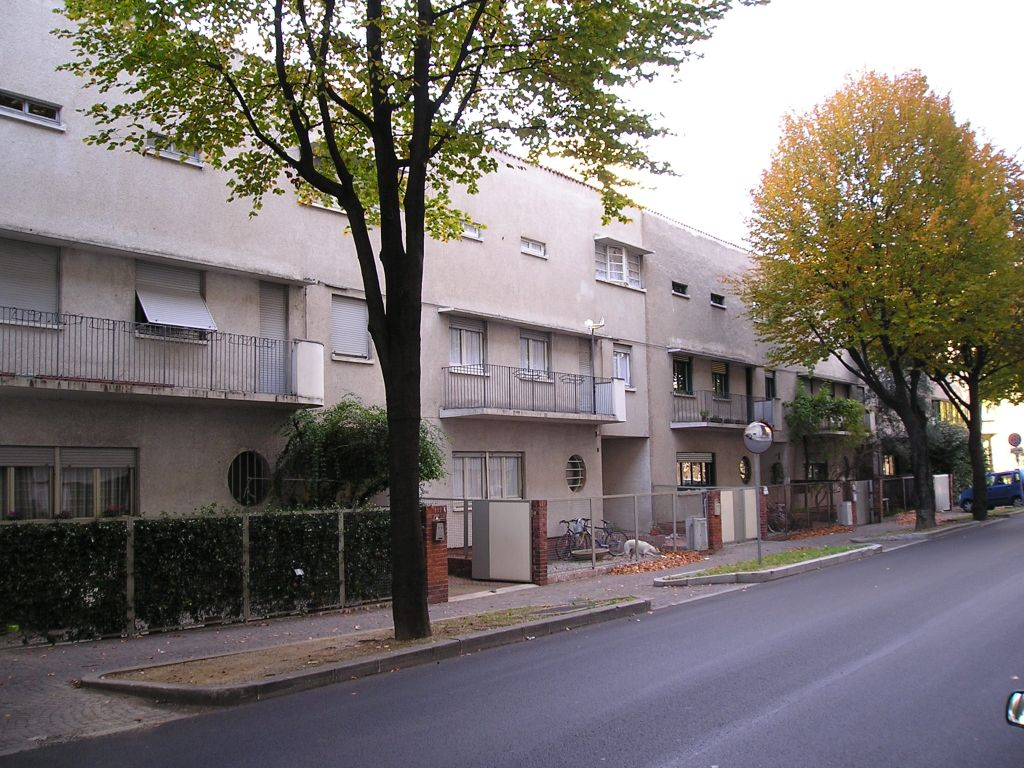
Case a schiera

Nel 1935 trasferisce lo studio professionale nella prima delle sue case a schiera in via di Toppo, dove vive, assieme alla compagna Ines Morandini, sino al 7 giugno 1969.
Dal 1951, per circa sette anni, partecipa attivamente alla vita cittadina, sia come consigliere comunale nelle file del partito comunista, sia come membro della commissione edilizia. Con questa carica, insieme ai colleghi, difende l'integrità del tessuto edilizio del centro storico di Udine, opponendosi alla demolizione delle case che ancora delimitano, a sud, il fronte di piazza Libertà.
Nel 1954 affetto da ulcera, trascorre un breve periodo di cura in Russia. In seguito si ammala di enfisema polmonare ed asma. Per problemi di salute, trascorre lunghi periodi di riposo in località di villeggiatura come Amalfi e le isole Canarie. Muore a Udine il 19 ottobre del 1972 e viene sepolto a San Daniele del Friuli, nella tomba di famiglia.

## Opere
- 1925 Villa Calvetti a Udine
- 1928 Progetti per stazioni di rifornimento di benzina per Trieste.
- 1929 Palazzo Mulinaris a Udine.
- 1933 Casa Blanchini a Udine.
- 1933 Casa della G.I.L femminile a Udine.
- 1933 Casa dell'Opera Nazionale Balilla a Codroipo.
- 1934 Collegio dell'Opera Nazionale Balilla a Udine
- 1934 Progetto per la Colonia Alpina dell'Opera Nazionale Balilla a Tarvisio.
- 1934 Casa dell'Opera Nazionale Balilla ad Aiello.
- 1935 Case a schiera Udine.
- 1935 Palazzo Piussi Levi a Udine.
- 1937 Casa Sommariva a Udine.
- 1938 Casa Brunetti Caisutti a Udine.
- 1940 Palazzo della Cassa di Risparmio a Udine.
- 1942 Condominio Cosattini a Udine
- 1946 Villa Cogolo a Udine.
- 1947 Galleria del Lavoratore a Udine
- 1950 Case Fanfani, INA Casa a Tarcento.
- 1952 Casa del pittore Fred Pittino a Udine.
- 1952 Casa Sonvilla a Udine
- 1954 Magazzino Il Lavoratore a Udine.
- 1955 Tomba Cavazzini a Udine.
- 1956 Casa Leonarduzzi a Udine.
- 1958 Casa Brunello a Udine
- 1963 Casa De Leidi a Tarcento.